# Landschaftsschutzgebiet Herbeck

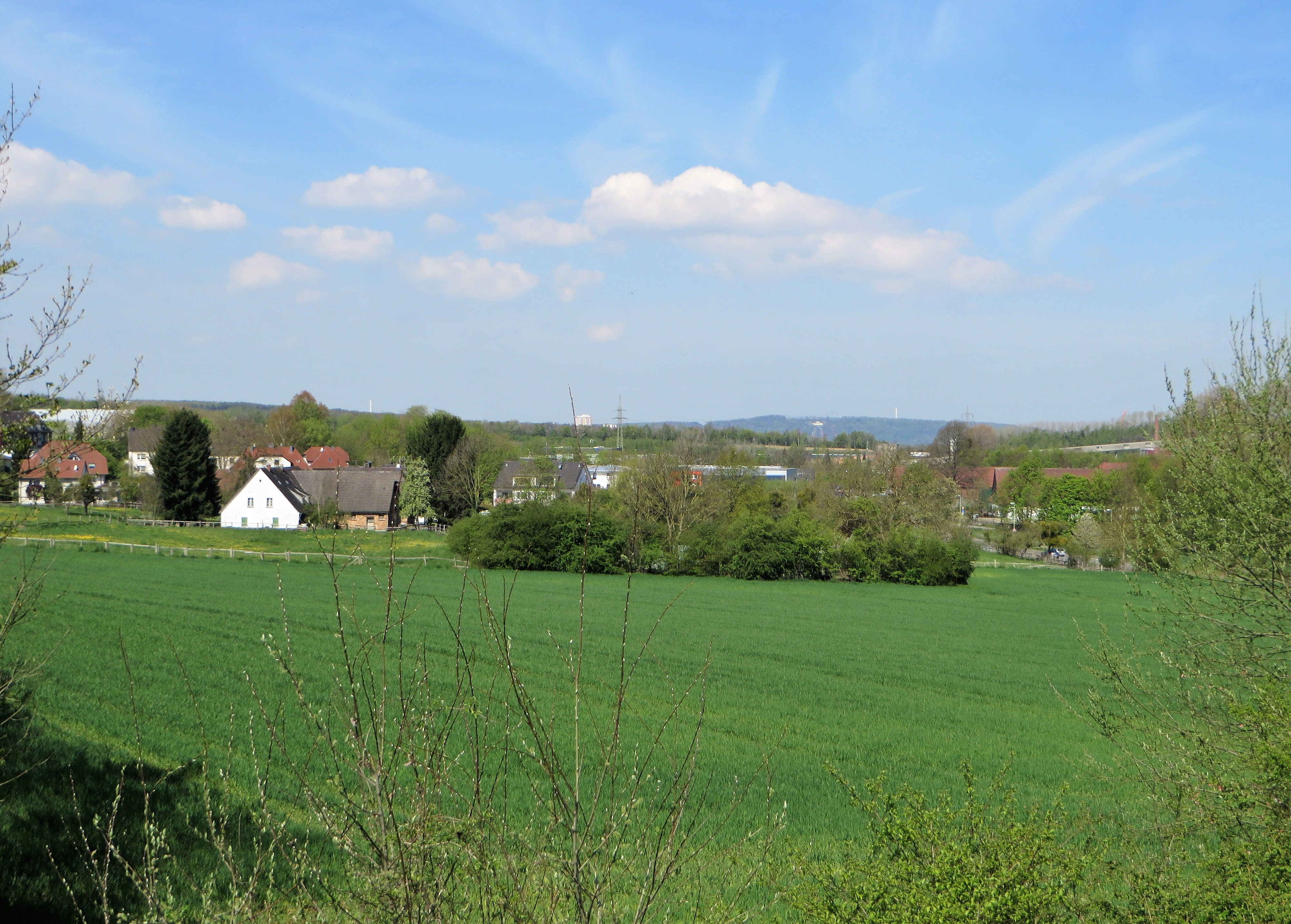
Landschaftsschutzgebiet Herbeck

Das Landschaftsschutzgebiet Herbeck mit einer Flächengröße von 78,40 ha befindet sich auf dem Gebiet der kreisfreien Stadt Hagen in Nordrhein-Westfalen. Das Landschaftsschutzgebiet wurde 1994 mit dem Landschaftsplan der Stadt Hagen vom Stadtrat von Hagen ausgewiesen. Teile des Landschaftsschutzgebietes sind im Gebietsentwicklungsplan als Gewerbe- und Industriebereiche dargestellt. Bei einer Änderung des Flächennutzungsplanes erlischt für diese Flächen die Ausweisung als Landschaftsschutzgebiet.

## Beschreibung
Das LSG grenzt im Süden direkt an die A 46, im Südwesten an das Autobahnkreuz Hagen und im Westen an die A 45. Im Norden liegen Industriegebiete. Im Osten schließt sich das Landschaftsschutzgebiet Lenne-Niederung an. Im LSG befinden sich landwirtschaftlich genutzte Flächen mit Äckern und Grünland.

## Schutzzweck
Laut Landschaftsplan erfolgte die Ausweisung „wegen der Vielfalt, Eigenart und Schönheit eines reich strukturierten Landschaftsbildes und wegen seiner besonderen Bedeutung als stadtnaher Erholungsraum für den Stadtteil Herbeck“.